# Зенобия
Зено́бия Септи́мия, также Зено́вия Септи́мия, Ю́лия Авре́лия Зино́вия Септи́мия (лат. Zenobia Septimia, или Iulia Aurelia Zenobia Septimia; греч. Σεπτιμία Ζηνοβία; 240 — после 274) — царица Пальмиры. Объявила о независимости от Рима, однако вскоре её войска были разбиты, а сама она пленена.

## Биография

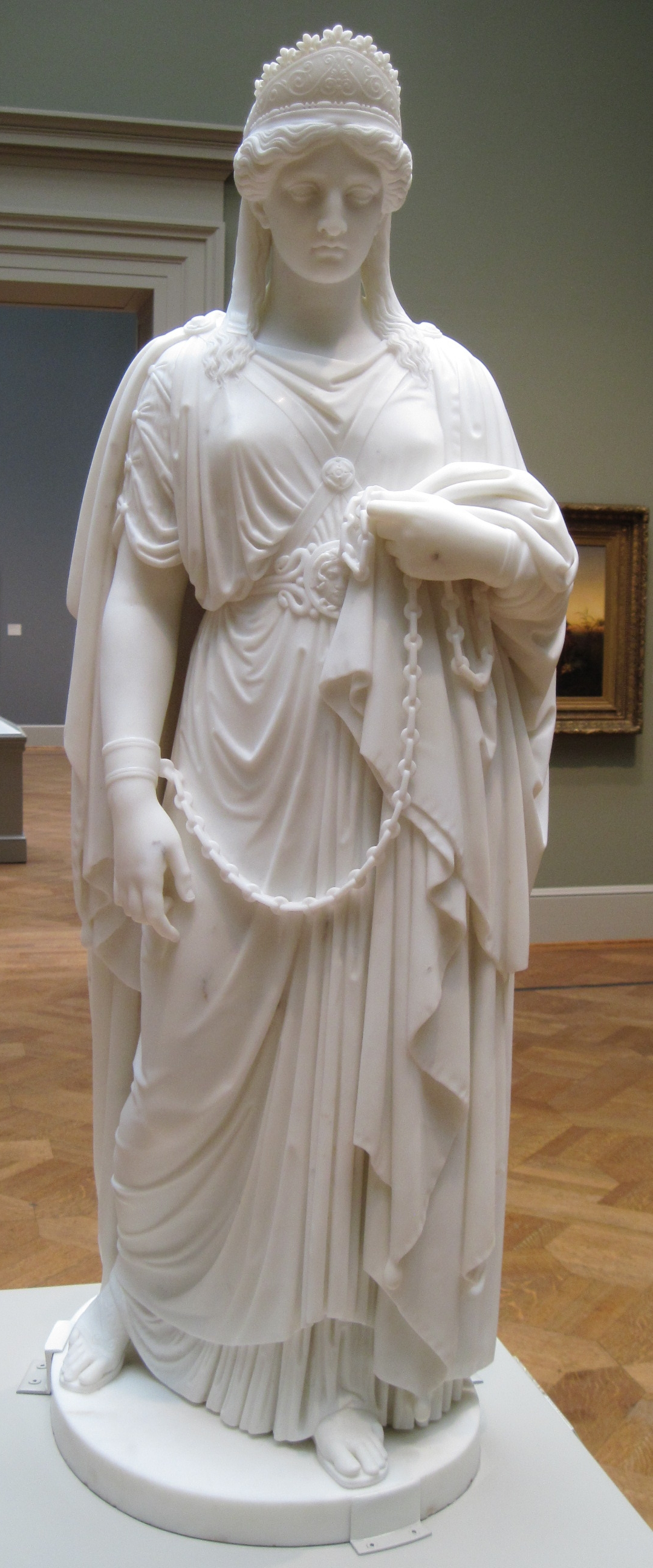
«Зенобия в цепях» (ок. 1859). Скульптура Хэрриеты Хосмер

Достоверных данных о происхождении Зенобии не сохранилось. Согласно предположению, она имела как арабские, так и арамейские корни. Собственное имя Зенобии предположительно звучало по-арабски как Зейнеб или Зубейда бен Захайя бет Ярхайя (al-Zabba’ bint ‘Amr ibn al-Zarib ibn Hassan ibn Adhinat ibn al-Samida), а по-арамейски — как Бат-Заббай или Бат-Себин.

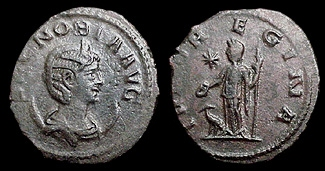
Антониниан царицы Зенобии

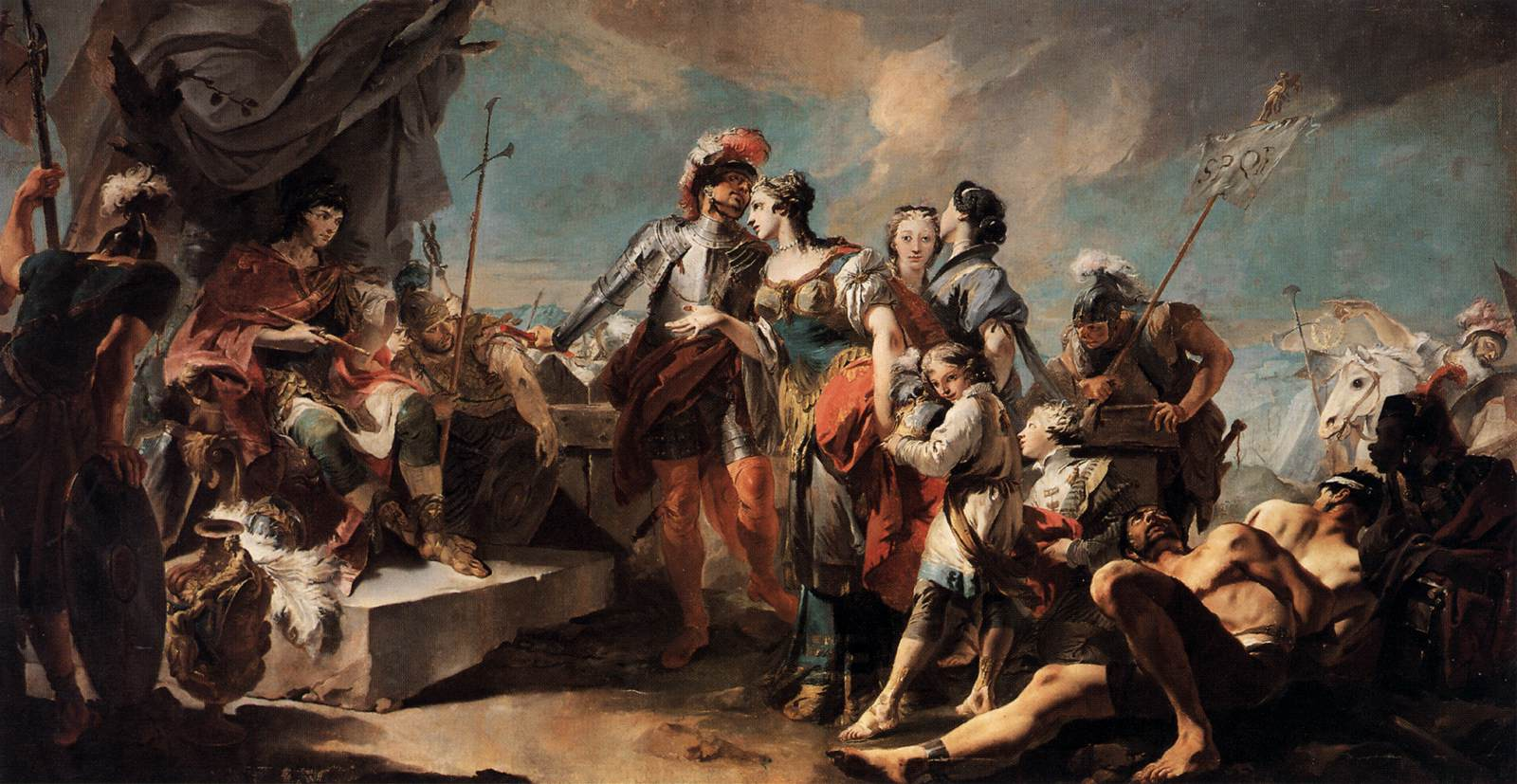
Джованни Баттиста Тьеполо. «Триумф Аврелиана». 1718 г.

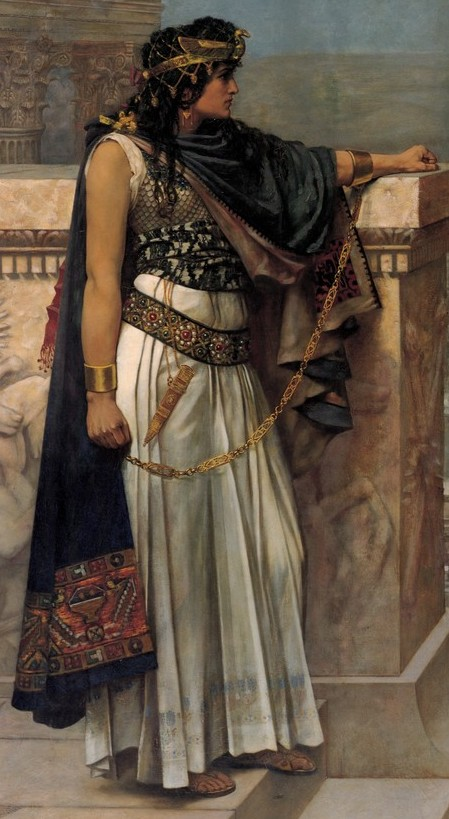
Герберт Густав Шмальц. «Прощальный взгляд Зенобии на Пальмиру» (1888).

Один из «Авторов жизнеописаний Августов», ненадёжного источника IV века н. э., некий Требеллий Поллион сообщает, что сама царица считала себя потомком Птолемеев и даже самой Клеопатры. Известно, что она знала египетский язык и являлась поклонницей египетской культуры. Согласно другим сведениям, её мать была египтянкой.
Французский историк XVIII века Жак Роэрга де Сервье, ссылаясь на неких «церковных историков», считал её «иудейкой по происхождению».
Зенобия была второй женой царя Пальмиры Одената II, который, признав себя вассалом Римской империи в 258 году, получил от императора в 261 году пост главнокомандующего на Востоке и был направлен римлянами против Сасанидов. Разбив персов, Оденат принял титул Август и присоединил к Пальмирскому царству обширные территории в Сирии.
После его убийства (267) Зенобия приняла на себя бразды правления от имени их малолетнего сына Вабаллата. Будучи высокообразованной женщиной, она пригласила философа-неоплатоника Лонгина для воспитания её сына, а затем назначила его министром. Зенобия оказывала также покровительство епископу Павлу из Самосаты. После того как император Галлиен отказал её сыну в подтверждении титулов, дарованных Оденату, Зенобия объявила о независимости от Рима и за короткое время подчинила своей власти всю Сирию, восточную часть Малой Азии и Египет.
К этому времени император Галлиен был убит, а наследовавший ему Клавдий II умер от чумы. Новый император Аврелиан выступил против Зенобии в 272 году, разбил её войска (численность которых доходила до 70 тысяч человек) в битвах при Антиохии и Эмесе. Согласно сведениям византийского историка V века н. э. Зосима, Зенобия, узнав о поражении своей армии от римлян, пыталась бежать в Персию на верблюдах, но была перехвачена у самой переправы через Евфрат и доставлена к Аврелиану. Философ Лонгин, составивший от имени царицы оскорбительное письмо императору, был казнён. Аврелиан вновь подчинил Пальмирское царство Римской империи.
В 274 году во время триумфального шествия Аврелиана Зенобия была проведена через Рим в золотых цепях.
После этого, согласно Требеллию Поллиону, она жила в поместье Тибур (современный Тиволи) возле Рима. Потомки её пользовались известностью в Италии. Впрочем, Зосим утверждал, что ещё на пути в Рим Зенобия умерла от болезни или уморила себя голодом.
История Зенобии привлекала внимание многих античных и средневековых писателей, в частности, Джованни Боккаччо включил её биографию в свой сборник «О знаменитых женщинах» (лат. De mulieribus claris, 1362).

## Память
- В честь царицы Зенобии назван красивоцветущий американский кустарник из семейства Вересковые — Зеновия (Zenobia).
- В честь Зенобии назван вид бабочки семейства нимфалиды — Перламутровка зенобия (Argynnis zenobia) из Восточной Азии.
- В честь Зенобии назван астероид (840) Зенобия (840 Zenobia), открытый в 1916 году.
- В честь Зенобии был назван паром MS Zenobia класса RO-RO, построенный в Швеции в 1979 году, и потерпевший крушение у берегов Кипра в 1980 году.
- В 2025 году в честь царицы Зенобии назван вид Uroprionulus zenobia, ископаемый наездник из ливанского янтаря[11].

## В массовой культуре
- «Под знаком Рима[итал.]» — режиссёр Гвидо Бриньоне, совместное производство Италии, Франции, ФРГ и Югославии (1959); в роли Зенобии — Анита Экберг.
- Является слугой класса Арчер в «Fate/Grand Order» — японской ролевой игре для мобильных устройств; была введена в качестве нового Слуги в Хеллоуин 2023(на английском сервере) вместе с Жаком де Моле; Зенобию озвучивает Умэка Сёдзи[англ.].

### Научная
- Zenobia // Реальный словарь классических древностей / авт.-сост. Ф. Любкер ; Под редакцией членов Общества классической филологии и педагогики Ф. Гельбке, Л. Георгиевского, Ф. Зелинского, В. Канского, М. Куторги и П. Никитина. — СПб., 1885. — С. 1477—1478.
- Ловягин А. М. Зеновия // Энциклопедический словарь Брокгауза и Ефрона : в 86 т. (82 т. и 4 доп.). — СПб., 1894. — Т. XIIa. — С. 550.
- Зенобия Септимия // Словарь античности = Lexikon der Antike / сост. Й. Ирмшер, Р. Йоне ; пер. с нем. В. И. Горбушин, Л. И. Грацианская, И. И. Ковалёва, О. Л. Левинская ; редкол.: В. И. Кузищин (отв. ред.), С. С. Аверинцев, Т. В. Васильева, М. Л. Гаспаров и др. — М.: СП «Внешсигма», 1992. — С. 213. — 704 с. — ISBN 5-86290-008-X.
- Алексеев П. В. Сирия в мифопоэтике О. И. Сенковского : [арх. 19 января 2015] // Вестник Томского государственного университета. Филология : журнал. — 2014. — № 1 (27). — С. 63—74.
- Сервье, Жак Роэрга де. Зенобия, жена Одената // Жены двенадцати цезарей / Пер. с англ. Л. Д. Каневского. — М.: КРОН-ПРЕСС, 1998. — С. 596—631. — 694 с. — (Экспресс). — ISBN 5-232-00704-1.
- Фёдорова Е. В. Люди императорского Рима. — М.: Изд-во МГУ, 1990. — 366 с. — ISBN 5-211-01936-9. Архивировано 11 октября 2016 года.

### Художественная
- «Зенобия. Пальмура» (пол. Zenobia Palmura, 1920) — повесть Ярослава Ивашкевича.
- Смолл Бертрис. Царица Пальмиры. Роман / Пер. с англ. И. В. Кузнецовой. — М.: Крон-Пресс, 1996. — 512 с. — (Серия «Мини-шарм»). — ISBN 5-7841-0091-2.